# Viktória Football Club Szombathely
Maillots
Le Viktória Football Club Szombathely est un club hongrois de football féminin basé dans la ville de Szombathely et fondé en 1993.

## Histoire
Le Viktória FC, fondé en 1993, s'impose dans les années 2000. Troisième du Championnat de Hongrie en 2002 et 2003, le club remporte le titre à l'issue de la saison 2003-2004, commençant ainsi sa première campagne européenne l'année suivante. Le Viktoria est éliminé en phase de qualification de la Coupe féminine de l'UEFA 2004-2005.
Le club se maintient depuis sur le podium du Championnat et remporte la Coupe de Hongrie en 2008. Les joueuses du Viktória accomplissent le doublé Coupe-Championnat en 2009 et disputent les seizièmes de finale de la Ligue des champions féminine de l'UEFA 2009-2010 ; elles sont éliminées par le club allemand du Bayern Munich. Une nouvelle Coupe de Hongrie est remportée en 2011.

## Palmarès
- Champion de Hongrie : 2004 et 2009
- Vainqueur de la Coupe de Hongrie : 2008, 2009 et 2011